# باولو سيزار بونفيم
باولو سيزار بونفيم (15 يوليو 1971 في البرازيل – )؛ هو لاعب كرة قدم سابق كان يلعب كمهاجم.

## وصلات خارجية
- باولو سيزار بونفيم على موقع رابطة كرة القدم اليابانية للمحترفين (اليابانية)